# Аделсдорф
Аделсдорф (њем. Adelsdorf) општина је у њемачкој савезној држави Баварска. Једно је од 25 општинских средишта округа Ерланген-Хехштат. Према процјени из 2010. у општини је живјело 7.145 становника. Посједује регионалну шифру (AGS) 9572111.

## Географија
Аделсдорф се налази у савезној држави Баварска у округу Ерланген-Хехштат. Општина се налази на надморској висини од 264 метра. Површина општине износи 31,7 km².

## Становништво
У самом мјесту је, према процјени из 2010. године, живјело 7.145 становника. Просјечна густина становништва износи 226 становника/km².

## Међународна сарадња
| Мјесто        | Држава  | Врста сарадње | Од    |
| ------------- | ------- | ------------- | ----- |
| Уђате Тревано | Италија | партнерство   | 1997. |
| Извор         |         |               |       |